# کابوی

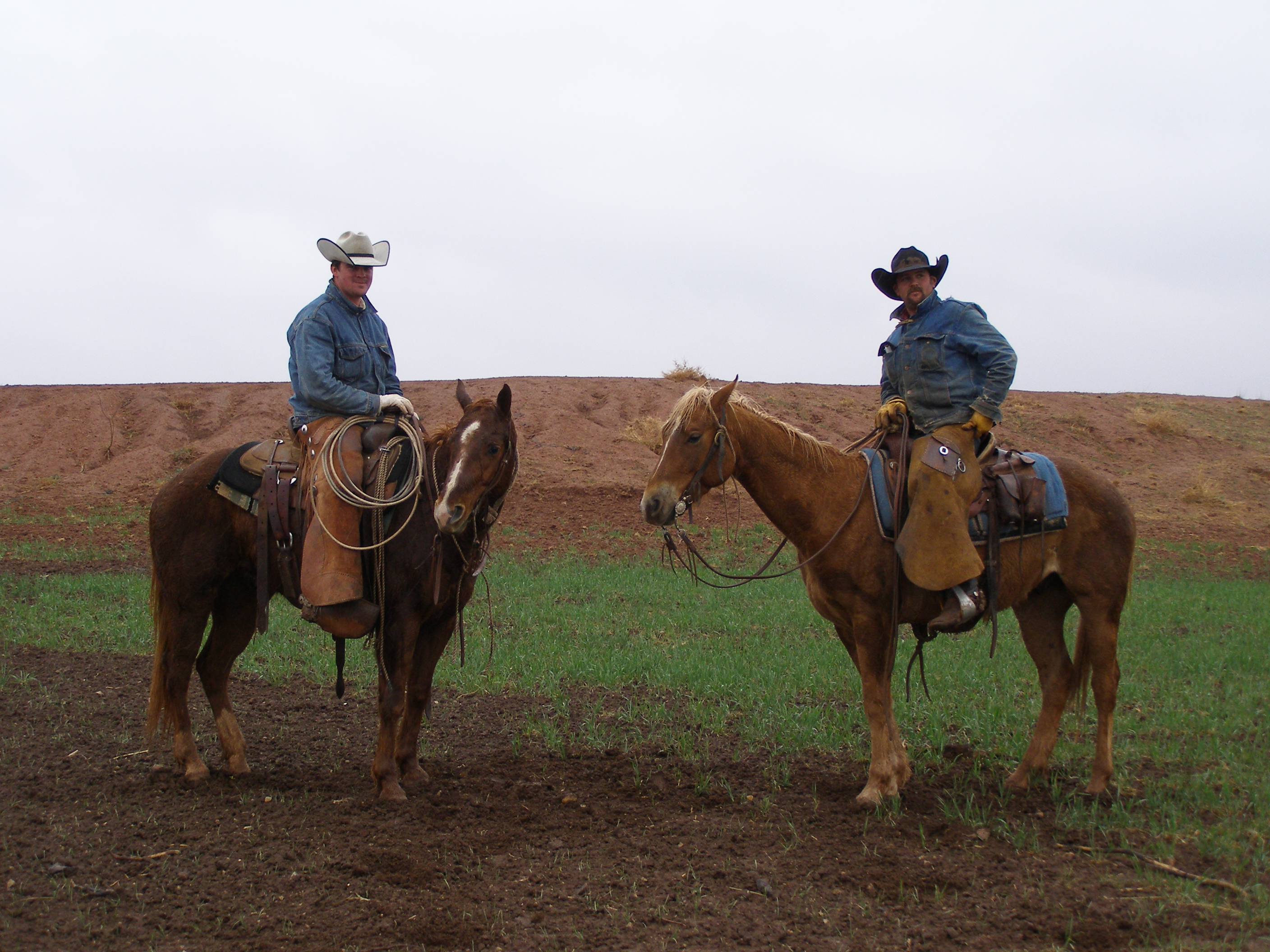
دو کابوی در تگزاس، آمریکا.

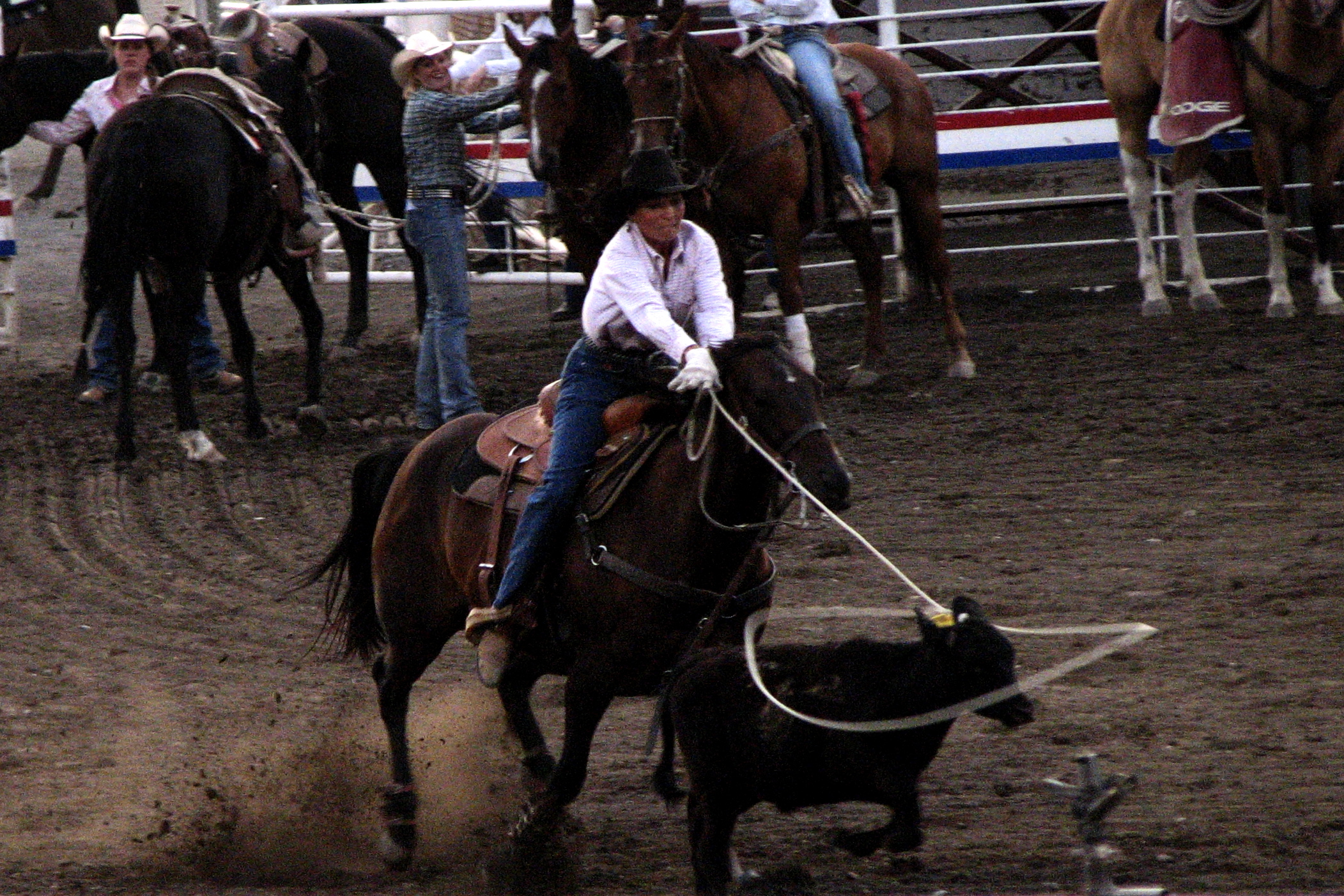
مسابقات کمنداندازی به گوساله‌ها در وایومینگ

به گله‌بان‌های سنتی کشورهای آمریکای شمالی کابوی یا کاوبوی (به انگلیسی: Cowboy) یا گاوچران گفته می‌شود. 
کابوی‌ها در دامداری‌ها به پرورش دام کمک می‌کنند و بسیاری از امور مربوط به دامداری را نیز انجام می‌دهند.
جامعه تاریخی گاوچران‌های آمریکا که در اواخر سده نوزدهم شکل گرفت در اصل شاخه‌ای بود از سنت گاوچران‌های مکزیکی معروف به واکوئرو. کابوهای آمریکایی و سبک زندگی آن‌ها بعدها مورد توجه بسیار قرار گرفت و دستمایه داستان‌ها و فیلم‌های زیادی شد.
بررسی‌ها نشان می‌دهد بیشتر کابوی‌های آمریکای شمالی از سفیدپوستان انگلیسی‌زبان بودند و حدود ۱۵ درصد از کابوی‌های آمریکا نیز سیاه‌پوست و ۱۵ درصد مکزیکی بودند. کابویان را امروزه می‌توان در برخی کشورهای آمریکای جنوبی و استرالیا نیز دید.
دوران اصلی کابوی‌ها از سال ۱۸۶۷ تا دهه ۱۸۸۰ میلادی بود. این دوران با فعالیت جمع‌آوری دام و رساندن این چارپایان از دشت‌های تگزاس به خط آهن شمال آمریکا برای فروش آغاز شد و پس از حصاربندی مسیرهای گله‌رانی، گسترش خطوط راه آهن و چندین سال توفان و سرما که بسیاری از دام‌ها را کشت به پایان رسید. 
از ورزش‌های کابویان می‌توان به رودیو اشاره کرد.
در میان کابویان و مردمان این فرهنگ نیز موسیقی کانتری دارای محبوبیت خاصی و معروفی است.

## پیشینه

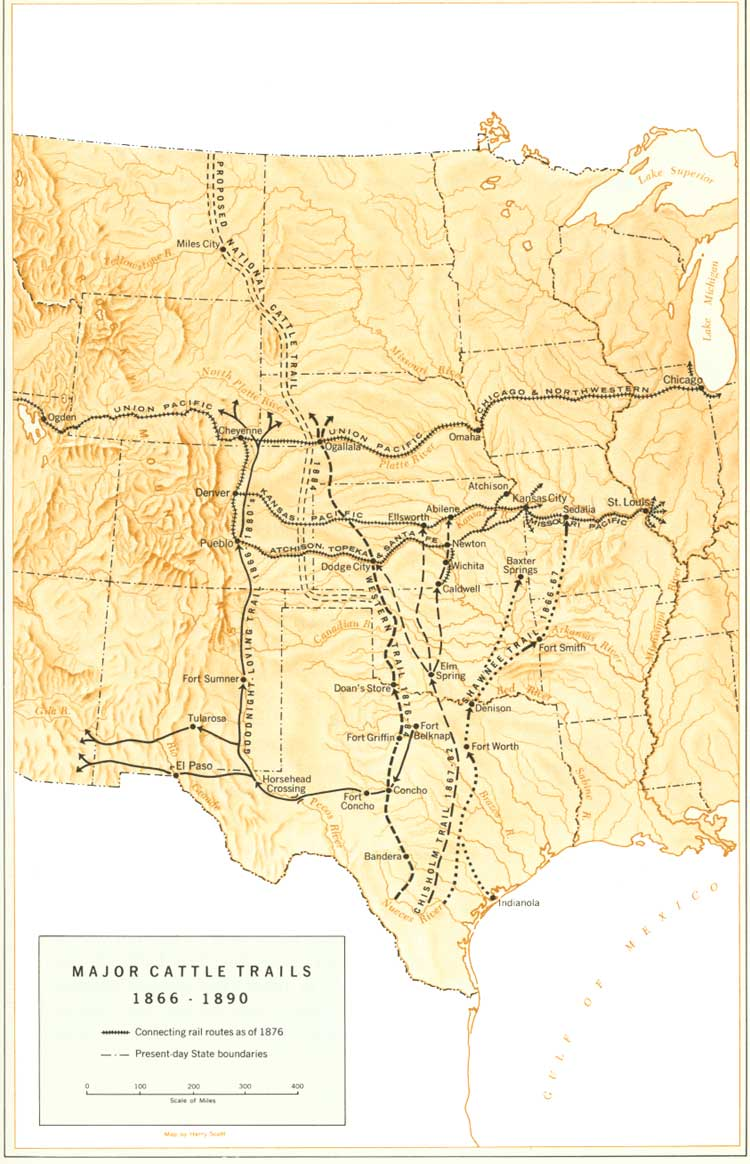
نقشه مسیرهای اصلی رساندن گله‌ها از جنوب به خط راه‌آهن شمال، فعالیتی که باعث پدید آمدن زندگی کابویی شد.

علفزارهای گسترده تگزاس و میانه آمریکای شمالی از دوران باستان چراگاه‌های بسیار خوبی برای بوفالوها بودند. 
پیشینه گله‌بانی به سبک کابوی‌ها به اسپانیا و مهاجران اولیه اروپایی در آمریکا بازمی‌گردد. اسپانیایی‌ها در سال ۱۵۲۱ گاوهایی را با خود به این نواحی آوردند که این گاوها به مرور در دشت‌های تکزاس پراکنده شده و نسل گاو شاخ‌دراز از آن‌ها به‌وجود آمد.
به مرور شمار گاوها و رمه های آنها در این نواحی بیش از مقدار مورد نیاز ساکنان شد و با کشیده شدن راه آهن در دهه ۱۸۷۰ در مناطق شمالی به‌ویژه کانزاس، دامداران تگزاسی به فکر رساندن گاو و گوسفندهای خود به این خطوط راه آهن و ارسال آن‌ها برای فروش در شهرهای شمال شرق آمریکا افتادند.
جمع‌آوری رمه‌ها و رساندن گله‌های بزرگ دام از تگزاس به کانزاس (جنوب به شمال) تبدیل به کار اصلی کابوی‌ها شد و سبک زندگی و ماجراهای آن‌ها را رقم زد.
این گله‌رانی‌ها از جنوب به شمال معمولاً دو تا سه ماه به درازا می‌انجامید و طی این مدت کابوی‌ها زندگی دشوار، تنها و پر گرد و خاکی را تحمل می‌کردند. گاوچران‌های غرب آمریکا در این گله‌رانی‌ها با خطراتی چون رم کردن دسته‌جمعی گاوها، مارهای زنگی، حمله سرخ‌پوست‌ها، و شبیخون دزدان گله روبه‌رو بودند.
کابوی‌ها پس از رسیدن به شهرهای دارای راه آهن هم‌چون داج‌سیتی در کانزاس و ابیلین، دستمزد خود را که حدود ۳۰ دلار در ماه بود دریافت می‌کردند. این مبلغ که حدود ۵۳۰ دلار امروزی است، البته در آن زمان نیز دستمزد بالایی نبود. آنها این پول را صرف رفع خستگی و خوش‌گذرانی می‌کردند.
شهرهایی چون داج‌سیتی و ابیلین به خاطر وجود کابوی‌ها و فعالیت بارگیری دام در قطارها، گسترش زیادی یافتند و به عنوان شهرهای گاوچران‌ها یا «گاوشهر» معروف شدند. برای تفریحات گاوچران‌ها در این شهرها سالن‌هایی به‌وجود آمد که کابوی‌ها در این سالن‌ها به نوشیدن و رقص و آواز و همنشینی با بانوان می‌پرداختند. داج‌سیتی در این زمان ۱۹ می‌فروشی‌ (سالون) و یک قمارخانه داشت و به عنوان «محل نابکاران» و «بدترین شهر» آمریکا برای زندگی معروف شده‌بود. 

## دوران پرخطر
ساخت تفنگ‌ها و هفت‌تیرهای بهتر و سریع‌تر به خصوص ششلول‌ها به مرور زندگی در غرب آمریکا را تغییر داد. 
کابوی‌ها به مرور برای رویارویی با مارهای سمی مسیر گله‌رانی و دزدان گله، مسلح شدند. تیراندازی به سوی مارهای زنگی سرعت عمل زیادی در هفت‌تیرکشی می‌طلبید و دست یافتن به این سرعت عمل تبدیل به یکی از تمرینات روزانه کابوی‌ها شد. اما این مهارت باعث شد تا دعواهای کابویی در سالن‌های تفریحاتی و کوچه‌های گاوشهرها پرخطر بشود و منجر به قتل تعدادی از کابوهای درگیر بشود. درگیری کابوی‌ها و گله‌دزدهای مسلح و تبهکاران به گاوشهرها کشیده شد و باعث ناامنی گسترده در این مناطق شد.
مردم گاوشهرها برای مقابله با تبهکاران و ششلول‌بندها و برقراری قانون کلانترهایی را به شهرها آوردند و گاه نیز مجبور می‌شدند از میان خود کابوی‌ها افراد دست‌ به‌ هفت‌تیر و ماهر را به کلانتری برگزینند.

## پایان دوران کابوی
1. با گذر زمان، دشت‌های گسترده که محل چرای آزاد دام‌ها بود محل استقرار تعداد زیادی مزرعه و دامداری و روستا شد و مسیرهای گله‌رانی کابوی‌ها نیز رفته رفته با سیم خاردار و حصاربندی مزرعه‌ها بسته شد.
2. در این زمان دامداری‌های بزرگ نیز به درگیری با دامداری‌های کوچک پرداختند و این باعث جنگ دامداری‌ها در این نواحی شد.
3. در دهه ۱۸۸۰ نواحی غرب آمریکا با خشکسالی درازمدت و پس از آن در ۱۸۸۵ با برف و بوران شدید روبه‌رو شد. یک سال پس از آن حتی توفان سرد شدیدتری منطقه را در نوردید و جان صدها هزار گاو گوسفند را گرفت.

در نتیجه این بلایا، دامداری غرب و زندگی کابویی از سال ۱۸۸۶ به این‌سو تغییر کرد، بسیاری از دامداری‌ها ورشکست شدند و کار کابوی‌ها هم دیگر گله‌داری و گله‌رانی نبود بلکه محدود به کشت علوفه، ساخت و تعمیر حصارها، و تعمیر آسیاب‌ها  شد.
با این تغییرات، دوران طلایی کابوی‌ها، گله‌رانی‌های بزرگ، گاوشهرها و سالون (می‌فروشی‌)ها و ماجراهای آن به پایان رسید.
اما داستان‌های این دوره بیست ساله، در کتاب‌ها و فرهنگ عامه و به خصوص به علت جذابیت های سینمایی، در هالیوود، هم‌چنان زنده ماند.

## شیوه و وسایل زندگی
جامه کابوی‌ها عبارت بود از کلاه لبه‌دار، دستمال گردن، کت چرمی، روشلواری چرمی، کفش پاشنه‌دار و مهمیز.
کابوی از کلاه خود برای حفاظت در برابر آفتاب و گرد و خاک و باران استفاده می‌کرد، با آن از آبگیرها آب می‌خورد و آتش شبانه را باد می‌زد. دستمال بزرگ دور گردن کابوی هم نقش عرق‌گیر را داشت و در توفان‌های گرد و خاک از صورت محافظت می‌کرد. کفش‌های کابوی ساق‌بلند بودند تا در برابر نیش مارها محافظت کنند و نوک آن‌ها باریک بود تا بشود به سرعت پا را وارد رکاب کرد.
از کارهای روزانه کابوی‌ها داغ زدن به دام‌ها برای مشخص کردن تعلق آن‌ها به دامداری‌ها بود. کابوی‌ها در اتاق‌هایی به نام تخت‌خانه می‌خوابیدند اما در زمان گله‌رانی از زین به عنوان بالش و از گاله به عنوان پتو استفاده می‌کردند. کابوی‌ها در زمان رمه‌گردانی و گله‌رانی یک گاری به همراه خود می‌بردند که به نام گاری آشپزی معروف بود. مسئول این گاری «خوراک‌پز» نامیده می‌شد که معمولاً از کابوی‌های پیر بود و کار درمان و زخم‌بندی کابوی‌ها را هم انجام می‌داد. 
انواع اسب‌هایی که کابوی‌ها تمرین داده و از آن‌ها استفاده می‌کردند عبارت بود از: اسب چابک، اسب شب، اسب کمنداندازی و اسب گاورانی. اسب شب در شب‌ها خوب می‌دید و از اسب گاورانی برای بیرون کشیدن یک گاو از گله استفاده می‌شد. مسئول اسب‌ها، اسب‌چران نامیده می‌شد.
به هنگام گله‌رانی هر کابوی وظیفه ویژه‌ای داشت. یک کابوی همیشه در جلوی گله بزرگ حرکت می‌کرد و جلوران نامیده می‌شد. دو کابوی در دو سوی گله جلو و عقب می‌رفتند و «تاب‌خورها» نامیده می‌شدند. «پهلوران‌ها» سوارهایی بودند که مراقب نیمه‌های عقبی گله بزرگ بودند. یک کابوی تازه‌کار را هم در پشت گله قرار می‌دادند تا رمه‌های واپس‌مانده را به جلو هل دهد، به این کابوی «خاک‌خور» می‌گفتند.